# Centromerita
Centromerita là một chi nhện trong họ Linyphiidae.